# إغيغي

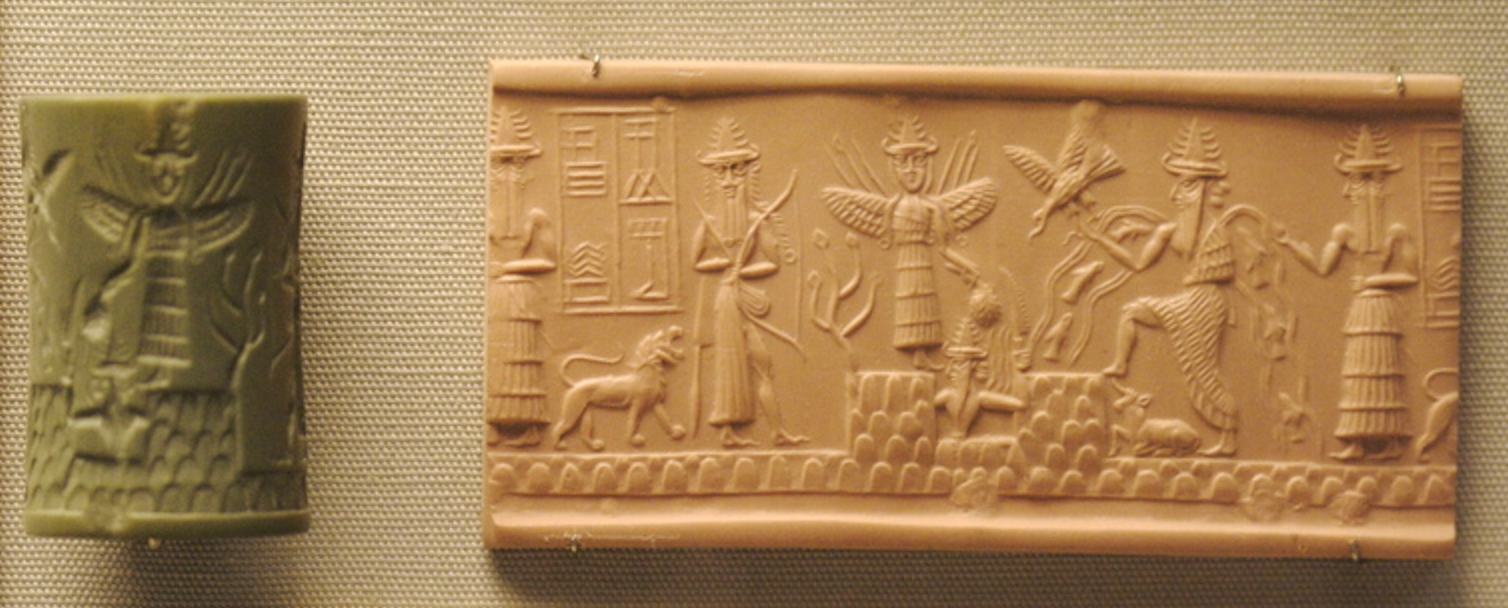
مشهد يصور آلهة بلاد ما بين النهرين. يوجد في الوسط ثلاثة من «الآلهة السبعة العظماء لإيجيجي»: عشتار وشمش وإيا.

إجيجي أو أجيجي مصطلح يُشير إلى آلهة السماء في الأساطير السومرية. لذا ففي بعض الأحيان يُعتبر مرادف لل"آنوناكي"، ورد في إحدى الأساطير أن الأجيجي هي الآلهة الشابة التي خدمت أنوناكي حتى تمردت فتم استبدالها بخلق البشر.
وهو مصطلح جماعي مشابه للآلهة وثق لأول مرة في العصر البابلي القديم (حوالي 1830 قبل الميلاد - 1531 قبل الميلاد). ويبدو أن الاسم «إجيجي» قد استخدم في الأصل ليشير إلى «الآلهة العظيمة»، لكنه جاء لاحقًا للإشارة إلى جميع آلهة السماء بشكل شامل. وفي بعض الحالات، استخدام المصطلحين «آنوناكي» و«إجيجي» بشكل مترادف.